# Kovács Ernő (labdarúgó)
Kovács Ernő (Csorna, 1952. október 27. –) labdarúgó, csatár.

## Pályafutása
Csornán kezdett futballozni. 1971 és 1973 között a Vasas labdarúgója volt. Az élvonalban 1971. szeptember 5-én mutatkozott be az Újpesti Dózsa ellen, ahol csapata 2–0-s vereséget szenvedett. Tagja volt az 1972–73-as idényben bronzérmes és magyar kupagyőztes csapatnak. Az élvonalban 21 mérkőzésen szerepelt és egy gólt szerzett.

## Sikerei, díjai
- Magyar bajnokság
  - 3.: 1972–73
- Magyar kupa (MNK)
  - győztes: 1973[1]